# Renung
Renung ist eine französische Gemeinde mit 490 Einwohnern (Stand: 1. Januar 2022) im Département Landes in der Region Nouvelle-Aquitaine. Sie gehört zum Kanton Adour Armagnac und zum Arrondissement Mont-de-Marsan. 

## Lage
An der nördlichen Gemeindegrenze verläuft der Fluss Adour, in den hier auch sein Zufluss Lourden einmündet.
Sie grenzt im Norden an Bordères-et-Lamensans, im Nordosten an Cazères-sur-l’Adour, im Südosten an Duhort-Bachen, im Südwesten an Classun und im Westen an Larrivière-Saint-Savin.

## Bevölkerungsentwicklung
| Jahr      | 1962 | 1968 | 1975 | 1982 | 1990 | 1999 | 2008 | 2017 |
| --------- | ---- | ---- | ---- | ---- | ---- | ---- | ---- | ---- |
| Einwohner | 399  | 413  | 376  | 368  | 443  | 467  | 484  | 537  |

## Sehenswürdigkeiten
- romanische Kirche Saint-Pierre, Monument historique seit 2002

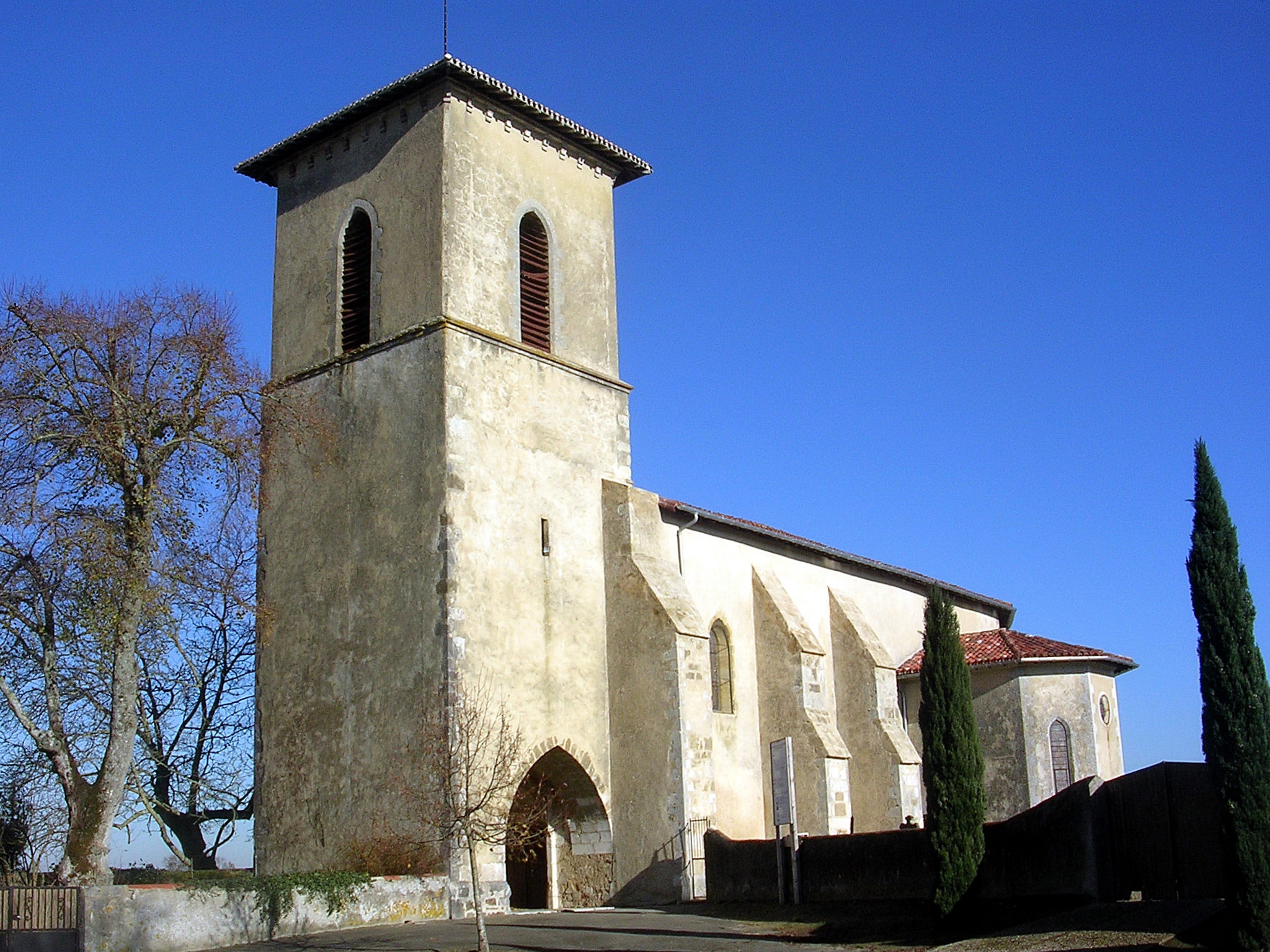
Kirche Saint-Pierre